# Nabumetona
Nabumetona é um fármaco utilizado como anti-inflamatório, antipirético e analgésico, do grupo dos anti-inflamatórios não estereoidais. Em seu estado bruto, é um sólido insolúvel em água.